# Кулешов, Василий Иванович (филолог)
Василий Иванович Кулешов (род. 1 января 1919, г.  Ровеньки, Таганрогского округа Области Войска Донского — ум. 8 марта 2006 г. Москва) — советский, русский учёный-филолог, заслуженный профессор Московского государственного университета им. М. В. Ломоносова; доктор филологических наук, заслуженный деятель науки РСФСР, лауреат премии имени М. В. Ломоносова МГУ. с 1964 по 1994 заведующий кафедрой истории русской литературы филологического факультета МГУ. Член Союза писателей Москвы и Союза писателей СССР. Действительный член Нью Йоркской академии наук. Участник Великой Отечественной войны.

## Биография
Родился 1 января 1919 года в г.  Ровеньки, Таганрогского округа Области Войска Донского. Окончил среднюю школу № 1 в г. Шатуре Московской области. Его одноклассниками были Иван Давыдов и Виктор Балдин, дружба с которыми продолжалась до конца их жизни.
В 1937 г. он поступил в Московский институт истории, философии и литературы (МИФЛИ), окончил курс обучения в 1941 г. и ушел на фронт. Вернувшись на факультет в 1945 г., поступил в аспирантуру и в 1949 г. защитил кандидатскую диссертацию «В. Г. Белинский в „Современнике“». После защиты уехал в Литву, где с 1949 по 1953 г. заведовал кафедрой русской литературы Вильнюсского государственного университета.
С 1954 г. и до последних дней работал на кафедре истории русской литературы филологического факультета; в течение тридцати лет, с 1964 по 1994, заведовал кафедрой.
В 1961 г. защитил докторскую диссертацию «„Отечественные записки“ и русская литература», в 1963 г. ему было присвоено ученое звание профессора.
Читал лекции не только в Московском университете, но и в университетах и научных центрах Франции, Японии, США, Германии, Польши, Италии, Болгарии, Чехии.
Его книга, посвященная «Отечественным запискам» (1958), стала первым серьезным опытом монографического изучения отдельного журнала в его многообразных связях с литературной эволюцией. Более восьмидесяти сделанных им атрибуций вошли в науку и были учтены как в многочисленных авторских исследованиях позднейшего времени, так и в библиографических справочниках.
Его труды о Белинском (1950—1960-е гг.) позволили уточнить корпус сочинений критика, которому без сколько-нибудь серьезных оснований приписывался ряд статей других авторов. Он написал выдержавший семь изданий университетский учебник по истории русской литературной критики (первое издание: 1972).
Его монография о литературных связях России и Европы (1965, 1977) вошла в число наиболее значительных достижений советской компаративистики.
Его монография о «натуральной школе» (1965, 1982) остается одним из крайне немногочисленных трудов, посвященных литературным кружкам середины XIX века.
В 1984 г. вышел «выросший» из его лекций учебник «Русская литература 1870—1890-х гг.», а совсем недавно — еще один, оказавшийся итоговым: «Русская литература XIX века» (М., 1998; М.; 2003).
Умер в Москве 8 марта 2006 года. Похоронен на Востряковском кладбище.

## Основные труды
- Кулешов В.И. Жизнь и творчество А. П. Чехова.
- Кулешов В.И. История русской критики XVIII - начала XX веков.
- «Литературные связи России и Западной Европы в XIX в. (первая половина)» (1965),
- «К вопросу о концепции истории русской литературы в трудах учёных неславянских стран» (1967),
- «Типология русского романтизма» (1973),
- «Славянофилы и русская литература» (1976),
- «К вопросу о сравнительной оценке реализма Л. Н. Толстого и Ф. М. Достоевского» (1978),
- «Этюды о русских писателях. Исследования и характеристики» (1982),
- «В поисках точности и истины» (1986),
- «Жизнь и творчество А. С. Пушкина» (1987),
- «Пушкин: жизнь и творчество» (1994),
- «А. С. Пушкин: научно-художественная биография» (1997),
- учебники «История русской литературы XIX в. (70-90-е гг.)» (1983),
- «История русской литературы X-XX в. Для студентов-иностранцев» (1989),
- учебные пособия «„Натуральная школа“ в русской литературе XIX в.» (1965),
- «Русская критика XVIII—XIX вв. Хрестоматия» (1978)
- «Русская демократическая литература 50-60-х гг. XIX в.» (1989),
- «История русской литературы XIX в.» (1997).